# Journal of the American Chemical Society
Journal of the American Chemical Society ( abreviado como J. Am. Chem. Soc., o JACS), es una publicación científica revisada por pares, publicada desde 1879 por la American Chemical Society. La publicación ha absorbido otras dos publicaciones en su historia, el Journal of Analytical and Applied Chemistry en julio de 1893, y el American Chemical Journal en enero de 1914. 
Es una publicación semanal y publica artículos de investigación originales en todos los campos de la química, tanto en áreas fundamentales como en áreas fronterizas entre la química y la biología, neuroquímica, ciencia de materiales y química de moléculas sencillas. 
De acuerdo a las estadísticas del Institute for Scientific Information, JACS es la revista que más artículos publica y con la mayor cantidad de citas en su campo, más de 300.000. El factor de impacto de esta revista es 12,113 (2014).
Su redactor jefe, hasta diciembre de 2020, fue Peter J. Stang, de la Universidad de Utah, quién ocupó ese puesto desde el año 2002. Desde enero de 2021 su redactor jefe es Erick M. Carreira de la Escuela Politécnica Federal de Zúrich.

## Métricas de revista
2022
- Web of Science Group : 15.419
- Índice h de Google Scholar: 644
- Scopus: 15.043